# Typha argoviensis
Typha argoviensis är en kaveldunsväxtart som beskrevs av Heinrich Carl Haussknecht, Paul Friedrich August Ascherson och Karl Otto Robert Peter Paul Graebner. Typha argoviensis ingår i släktet kaveldun, och familjen kaveldunsväxter. Inga underarter finns listade i Catalogue of Life.